# Los MVP
Los MVP's es el primer álbum de estudio del dúo puertorriqueño Ángel & Khriz. Originalmente, fue publicado el 2 de agosto de 2004 a través de los sellos discográficos Luar Music y MVP Records. Tuvo un lanzamiento global el 19 de julio de 2005 por las discográficas Machete Music y Universal Music Group.
Cuenta con las colaboraciones de Divino, John Eric y Héctor “El Bambino”, mientras el sencillo líder «Ven Báilalo» logró posiciones avanzadas en las listas de Billboard, además de conseguir una nominación a los Premios Billboard de la Música Latina de 2006.

## Lista de canciones
| N.º   | Título                                                    | Productor(es)         | Duración |  |
| 1.    | «Los MVP»                                                 | N.O.T.T.Y. · DJ Sonic | 2:36     |  |
| 2.    | «Vamos perros»                                            | Luny Tunes · Nely     | 2:58     |  |
| 3.    | «De casería» (con Divino)                                 | Nely                  | 2:56     |  |
| 4.    | «Te quiero ver hoy»                                       | Luny Tunes · Eliel    | 3:18     |  |
| 5.    | «Flow de barrio»                                          | Nely                  | 2:43     |  |
| 6.    | «Ram..Pa..Pan..Pan» (con John Eric)                       | Barbosa · DJ Pablo    | 2:52     |  |
| 7.    | «Ven báilalo»                                             | Luny Tunes · Mr. G    | 4:07     |  |
| 8.    | «A misionar» (con Héctor “El Bambino”)                    | Nely                  | 3:34     |  |
| 9.    | «Todo te lo di» (Interpretado por Ángel)                  | Barbosa · Noriega     | 2:55     |  |
| 10.   | «Nos vamos gatitas»                                       | Barbosa · DJ Pablo    | 3:01     |  |
| 11.   | «Siéntate»                                                | Barbosa · DJ Pablo    | 2:41     |  |
| 12.   | «Dile que no»                                             | N.O.T.T.Y. · Ken-Y    | 3:04     |  |
| 13.   | «Crónicas de una super estrella» (Interpretado por Khriz) | DJ Sonic              | 4:18     |  |
| 14.   | «Ven báilalo (Remix)»                                     | Luny Tunes · Mr. G    | 3:32     |  |
| 44:36 |                                                           |                       |          |  |

## Créditos y personal
Parcialmente adaptados desde AllMusic.
Artistas y producción
- Raúl López — Productor ejecutivo.
- José “Gocho” Torres — Productor ejecutivo.
- Rolando Alejandro — Ingeniero de grabación, mezcla.
- Ángel Rivera Guzmán, Christian Colón Rolón — Artista principal, composición.
- Miguel Pabón (N.O.T.T.Y.) — Composición, producción.
- David Lozada (Cheka) — Composición.
- DJ Sonic — Producción.
- Luny Tunes — Composición, producción.
- Josías de la Cruz — Composición, producción.
- Daniel Velázquez  — Artista invitado, composición.
- Eliel Lind Osorio  — Producción.
- John Eric  — Artista invitado.
- DJ Pablo  — Composición, producción.
- José Barbosa — Producción.
- Elvis	García (Mr. G) — Producción.
- Eliezer González — Bajo sexto.
- Freddie Méndez — Piano.
- Luis Rafael Torres — Saxofón.
- Ángel “Angie” Machado — Trompeta.
- Charlie Sepúlveda — Trompeta.
- Héctor Delgado — Artista invitado, composición.
- Norgie Noriega — Producción.
- Kenny «Ken-Y» Vázquez — Producción.
- Rafy Torres — Arreglista, producción.

Arte
- Carlos Pérez — Dirección de arte.
- Mateo García — Fotografía.
- Raúl Justiniano — Diseño gráfico.

## Posicionamiento en listas
| Listas (2004)                        | Mejor posición |
| ------------------------------------ | -------------- |
| Estados Unidos (Tropical Albums)     | 19             |
| Listas (2005)                        | Mejor posición |
| Estados Unidos (Latin Rhythm Albums) | 7              |
| Estados Unidos (Top Latin Albums)    | 29             |
| Estados Unidos (Top Heatseekers)     | 50             |

| Listas (2006)                        | Posición |
| ------------------------------------ | -------- |
| Estados Unidos (Latin Rhythm Albums) | 20       |

## Certificaciones
| País (Certificador) | Certificación   | Ventas certificadas |
| --- | --------------- | ------------------- |
| Estados Unidos (RIAA) | Platino (Latin) | 100 000*            |
| ^cifras de envíos basadas únicamente en la certificación xcifras no especificadas basadas únicamente en la certificación |                 |                     |

## Historial de lanzamiento
| País        | Fecha               | Formato                           | Edición  | Discográfica        | Ref.   |
| ----------- | ------------------- | --------------------------------- | -------- | ------------------- | ------ |
| Puerto Rico | 2 de agosto de 2004 | Descarga digital · Disco compacto | Estándar | Luar Music · MVP    | [ 2 ]  |
| Mundo       | 19 de julio de 2005 | Descarga digital · Disco compacto | Estándar | MVP · Machete · UMG | [ 11 ] |